# Markus Eggler
Markus Eggler, född den 22 januari 1969 i Thun, Schweiz, är en schweizisk curlingspelare.
Han tog OS-brons i herrarnas curlingturnering i samband med de olympiska curlingtävlingarna 2002 i Salt Lake City.
Han tog därefter OS-brons igen i samma gren i samband med de olympiska curlingtävlingarna 2010 i Vancouver.